# Meron Reuben
Meron Reuben (Ciudad del Cabo, Sudáfrica, 1961) es un diplomático israelí. Asumió en la Embajada de Israel en Colombia en septiembre de 2007, y fue representante permanente de Israel ante las Naciones Unidas entre 2010 y 2011.

## Biografía

### Educación
Nacido en Sudáfrica, realizó su aliyá en 1974 desde Gran Bretaña. Estudió en la Universidad Hebrea de Jerusalén recibiendo su máster en diplomacia y relaciones internacionales.
El Embajador Reuben realizó su servicio militar entre los años 1980 - 1983 en la Fuerza Aérea Israelí.
Además del hebreo, domina el inglés, y español.

### Trayectoria en el Ministerio de Relaciones Exteriores
Meron Reuben  ingresado en el Ministerio en 1988, ocupando diferentes cargos para el Ministerio de Relaciones Exteriores, tanto en el país como en el extranjero. En 1989 fue Segundo Secretario del Departamento para Asuntos Europeos. 
Entre 1990 - 1991 se desempeñó como Segundo Secretario del Departamento de Información.
Fue Consejero de la Embajada de Israel en México y Primer Secretario de la Embajada de Israel en Chile hasta 2017. 
En la Cancillería israelí se desempeñó como Consejero del Departamento para la Diáspora, y Consejero del Departamento para Asuntos Palestinos.
Posteriormente encabezó las delegaciones diplomáticas como Embajador de Israel en Bolivia y Paraguay, y Embajador no residente en este último país .
En el 2004 fue Consejero de la División para América Latina y el Caribe. 
Antes de ser embajador en Colombia, se desempeñó en la cancillería Israelí como Director del Departamento del Planificación y Relaciones Externas de MASHAV (Centro de Cooperación Internacional). 
El embajador Meron Reuben presentó sus cartas credenciales ante el presidente Álvaro Uribe Vélez el 12 de septiembre de 2007, que lo acreditan como embajador extraordinario y plenipotenciario del Estado de Israel en Colombia.